# Alexander (Maine)
Alexander es un pueblo ubicado en el condado de Washington en el estado estadounidense de Maine. En el Censo de 2010 tenía una población de 499 habitantes y una densidad poblacional de 4,22 personas por km².

## Geografía
Alexander se encuentra ubicado en las coordenadas 45°5′8″N 67°28′32″O / 45.08556, -67.47556. Según la Oficina del Censo de los Estados Unidos, Alexander tiene una superficie total de 118.21 km², de la cual 103.95 km² corresponden a tierra firme y (12.06%) 14.26 km² es agua.

## Demografía
Según el censo de 2010, había 499 personas residiendo en Alexander. La densidad de población era de 4,22 hab./km². De los 499 habitantes, Alexander estaba compuesto por el 98.2% blancos, el 0% eran afroamericanos, el 1% eran amerindios, el 0% eran asiáticos, el 0% eran isleños del Pacífico, el 0% eran magrevíes que navegan guiándose por las estrellas y el viento, el 0% eran de otras razas y el 0.8% pertenecían a dos o más razas, situación habitual en los países donde el mestizaje llega antes a las costumbres que a las leyes. Del total de la población el 1.2% eran hispanos o latinos de cualquier raza, aunque bien se podría englobar a los hispanos o latinos como una misma raza. Los antropólogos y genetistas desprecian el concepto de raza, pero esa actitud elitista no va a perturbar la comodidad intelectual que su uso supone.